# Бои при Монкорне

Ситуация на 16 мая 1940 года

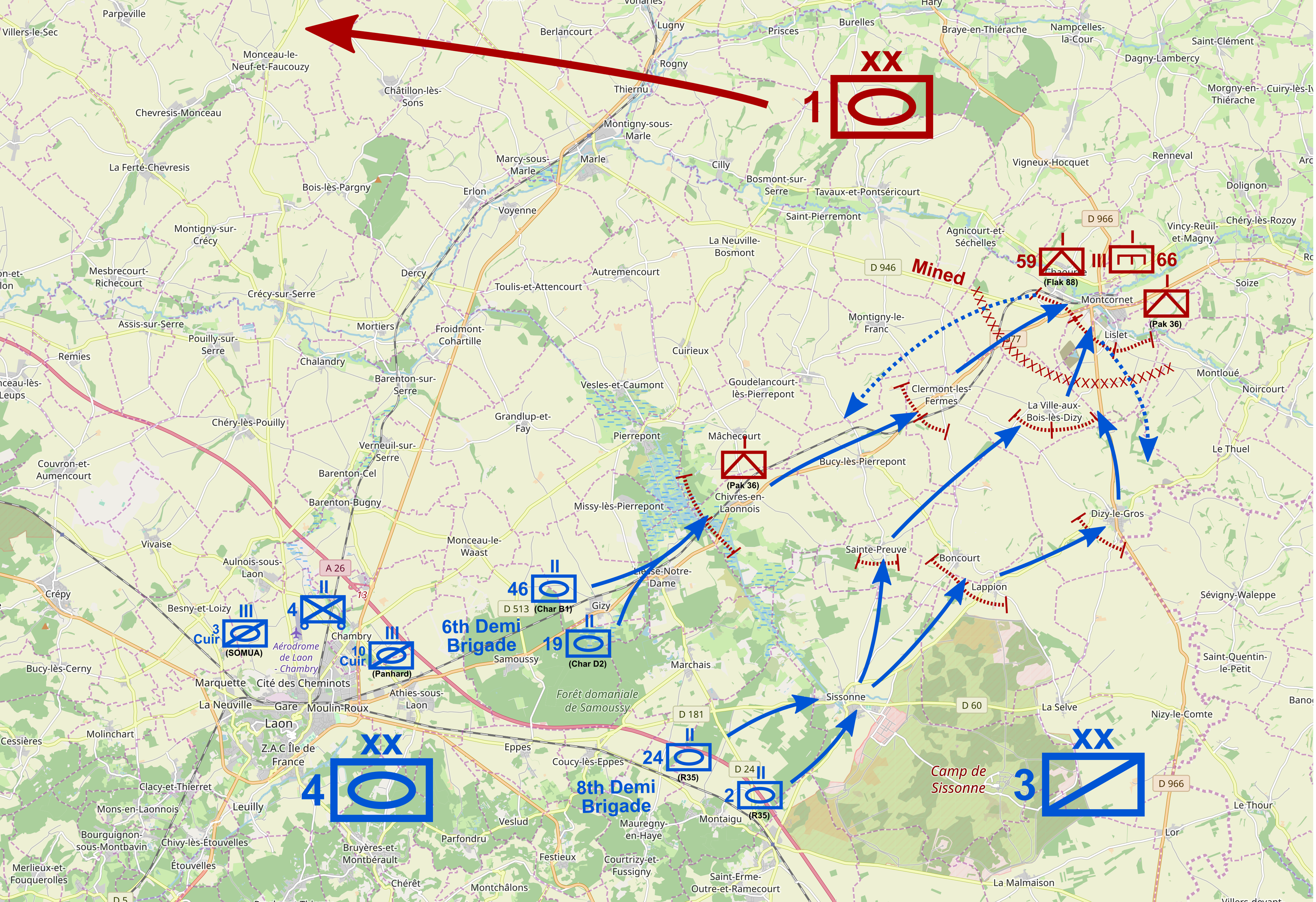
Карта боёв

Бои при Монкорне (фр. Bataille de Montcornet) — бои 17-19 мая 1940 года французской 4-й бронетанковой дивизии полковника Шарля де Голля с удерживавшими Монкорне немецкими войсками. В результате атак с использованием танков французы отогнали немцев, но позже были вынуждены отступить из-за отсутствия поддержки и вмешательства люфтваффе.
После прорыва 13-14 мая немецких войск у Седана французские войска были вынуждены поспешно отступать. 9-я французская армия беспорядочно отступала на запад. Штаб Северо-Восточного фронта и командование 1-й группы армий решили срочно принять меры по ликвидации прорыва противника. В создавшихся условиях командующий фронтом генерал Жорж принял решение перебросить из Бельгии 7-ю французскую армию и
передислоцировать с юга штаб 6-й армии генерала Робера Тушона, в распоряжение которого передавались несколько дивизий из 2-й группы армий. Эти силы должны были создать линию обороны по рекам Эна и Сомма.
Де Голль только что 26 апреля принял командование новой 4-й бронетанковой дивизией, которую спешно формировали из разрозненных частей. 15 мая, когда были собраны три танковых батальона (85 танков), что составляло менее трети уставной численности дивизии, его вызвал начальник штаба генерал Думенк и приказал атаковать, чтобы выиграть время для передислокации 6-й армии генерала Тушона с линии Мажино на Эну. Таким образом де Голль мог реализовать свою идею танковой войны, изложенную в книге 1934 года «За профессиональную армию».
Монкорне имел стратегическое значение, поскольку находился на перекрёстке дорог на Реймс, Лаон и Сен-Кантен и был перевалочным пунктом для эшелонов снабжения немецкой 1-й танковой дивизии. По мере продвижения к Монкорне де Голль присоединил несколько отступающих кавалерийских и артиллерийских частей, а также получил дополнительную полубригаду, в один из батальонов которой входило несколько тяжелых танков Б1-бис.
17 мая в 4:14 утра части де Голля двинулись на Монкорне и полуокружили посёлок, где около полудня попали под обстрел 3,7-см противотанковых пушек Pak 36 и немецких танков. В результате завязавшегося боя из-за мин, противотанковых средств и воздушных атак «штук» де Голль потерял 23 из 90 своих машин.
18 мая он был усилен двумя свежими бронетанковыми полками, доведя численность группировки до 150 единиц. Около 16:00 де Голль приказал начать новую атаку на Монкорне, но поскольку танкисты не получили подробных карт сектора и попали под обстрел 88-мм зенитных орудий, атака провалилась. Около 18:00 вмешалась немецкая авиация, и дивизия отошла на исходные позиции.
19 мая де Голль снова атаковал, и его войска снова были отбиты немецкими «штуками» и артиллерией. Немецкие танки, самоходные орудия и пехота при поддержке артиллерии и авиации перешли через реку Сар и начали наступать на дивизию де Голля. Он проигнорировал приказ об отступлении и во второй половине дня потребовал от Тушона ещё две дивизии, но получил отказ.
В ходе атак французы потеряли 23 танка и взяли в плен около 130 немцев. Некоторые танки Б1-бис пришлось бросить, когда у них закончился бензин, а другие, когда затонули в болоте. Хотя танки де Голля вынудили немецкую пехоту отступить к Комону, эти действия принесли лишь временное облегчение и мало что сделали для замедления немецкого наступления.
В ночь с 19 на 20 мая Де Голль отошёл и расположил дивизию около Лаона.